# Agrodiaetus aroaniensis
Agrodiaetus aroaniensis är en fjärilsart som beskrevs av Brown 1976. Agrodiaetus aroaniensis ingår i släktet Agrodiaetus och familjen juvelvingar. Inga underarter finns listade i Catalogue of Life.